# Mesa de operaciones

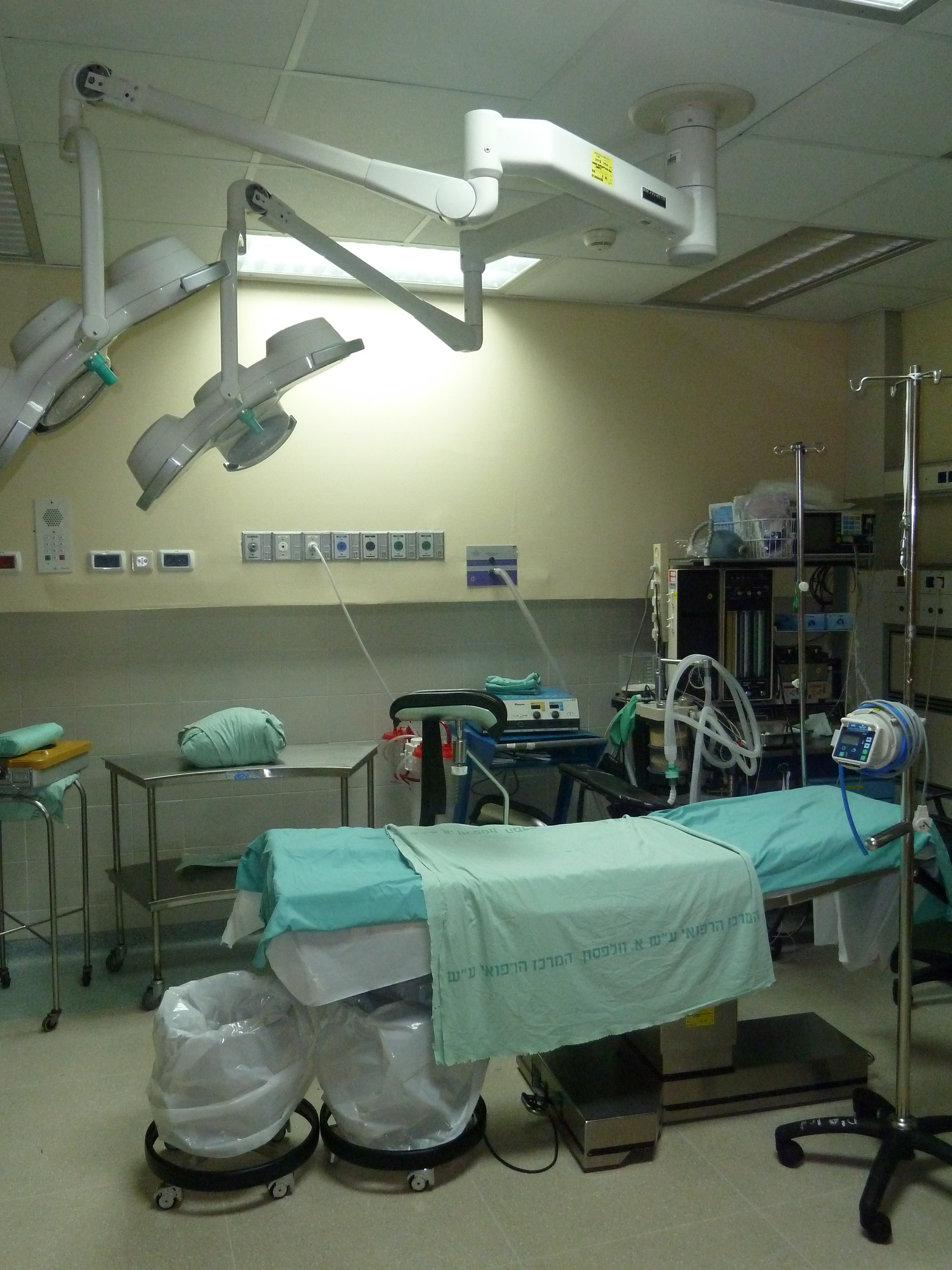
Mesa del Centro Médico Wolfson.

Una mesa de operaciones o también llamada mesa quirúrgica, es la mesa en la que el paciente yace durante una operación quirúrgica. Este equipo generalmente se encuentra dentro del quirófano de un hospital.

## Definición

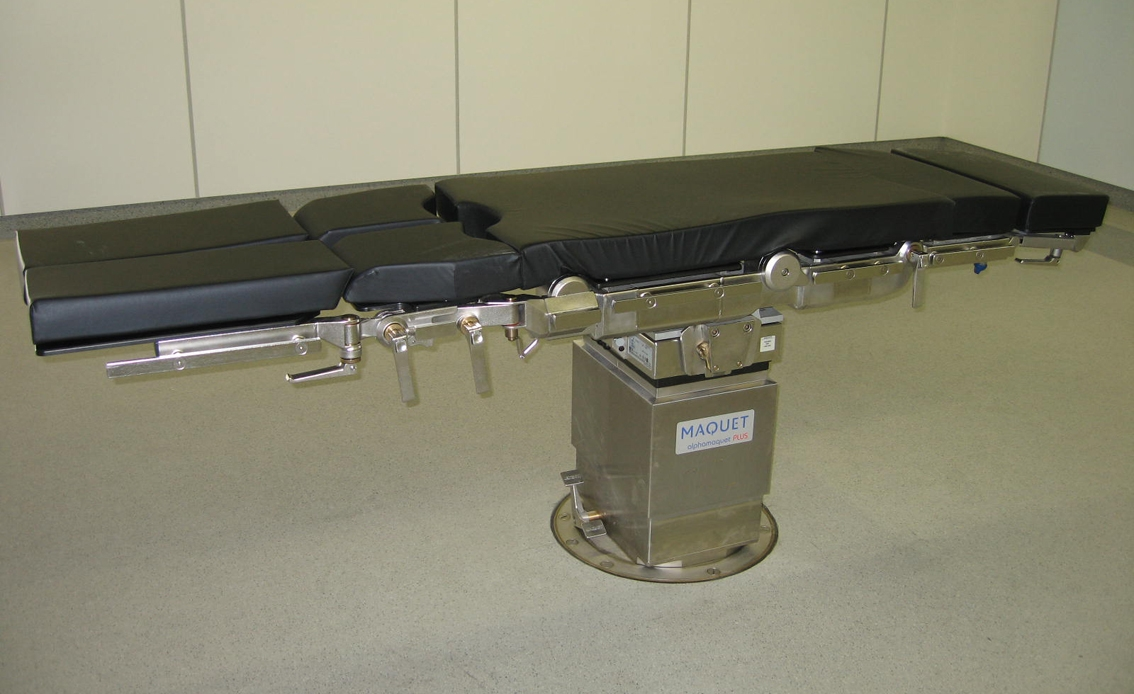
Mesa de Operaciones

Un sistema de mesas quirúrgicas está compuesto básicamente por tres componentes: una columna de mesas quirúrgicas, la parte superior de la mesa y el transportador. Los sistemas modernos de mesas quirúrgicas están disponibles tanto en unidades estacionarias como móviles. Hay una amplia gama partes superiores para mesas quirúrgicas que pueden usarse tanto para cirugía general como para disciplinas especializadas. Sin embargo, las tablas de operaciones móviles tienden a equiparse teniendo en cuenta una disciplina específica. La base, la columna y la mesa forman una unidad.
Dado que la columna de la mesa para un sistema estacionario está fuertemente anclada al piso, los dispositivos médicos complementarios que se requieran se pueden llevar fácilmente al área de operaciones y posicionarse.
Estos dispositivos incluyen, por ejemplo, equipos de rayos X, que pueden deslizarse fácilmente debajo de la parte superior de la mesa.
Para el personal, el sistema ofrece un mejor espacio para las piernas, ya que la geometría disruptiva del pie ya no está presente.
Los elementos adicionales pueden adaptarse a la mesa de operaciones. Esta flexibilidad es muy importante, ya que permite adaptar la mesa al paciente pertinente o a la disciplina quirúrgica.
La ventaja de la mesa de operaciones móvil, por otra parte, es que la posición de la mesa puede cambiarse dentro del quirófano. Sin embargo, el pie de la mesa limita el espacio de la pierna disponible para el personal quirúrgico.
Los segmentos individuales de la parte superior de la mesa se pueden quitar con facilidad y reemplazarse. También permiten los rayos X y conducen electricidad.
Otra característica especial del sistema de mesa de operaciones es la capacidad de utilizar módulos de interfaz adecuados para establecer comunicación con sistemas de diagnóstico, por ejemplo, angiografía, RM o TAC. Esto solo es posible con columnas estacionarias, ya que los sistemas requieren un punto fijo.

## Propiedades y requisitos
Hay una serie de funciones básicas que cada mesa de operaciones debe cumplir para lograr los requisitos establecidos.
Por ejemplo, la altura de una mesa de operaciones debe poder ajustarse. Esta es la única forma en la que un cirujano puede adaptar la mesa a su altura y, por lo tanto, trabajar de manera ergonómica. Además, debe ser posible inclinar la mesa a ambos lados para garantizar una mejor visión general de las cavidades corporales o utilizar la gravedad para mover los órganos (por ejemplo, laparoscopia).
Además, los segmentos individuales de la mesa de operaciones también deben ser ajustables. Esta es la única manera de asegurar las extremidades del cuerpo y permitir que estas se posicionen de manera adecuada para operar. Otra propiedad de la mesa de operaciones es la radiolucencia. La superficie radiolúcida debe ser lo más grande posible para lograr la imagen más grande posible sin interrupción. El acolchado de la mesa también es importante, ya que debe ser suave y radiolúcido. Suave porque debe distribuir la presión de forma óptima, de lo contrario, el paciente puede sufrir úlceras debidas a la presión que pueden ser culpa del personal.

## Comparación: Sistema de mesa de operaciones y mesa de operaciones móvil
El sistema de mesa de operaciones tiene varias ventajas. El transporte es más fácil, ya que esta unidad, generalmente, está firmemente asegurada al suelo y, por lo tanto, el pie y la columna de la unidad ya no necesitan ser transportados.
Además, el transportador tiene ruedecitas pequeñas y grandes que no solo ayudan al suelo, sino que toda el área operativa es más higiénica, ya que estas ruedecitas no están adheridas al sistema, como en una mesa de operaciones móvil. Estas son difíciles de limpiar y, por lo tanto, más antihigiénicas.
La columna de la mesa de operaciones se puede rotar 360° y deja espacio suficiente para los pies del equipo. La parte superior de la mesa es, gracias al uso de materiales de rayos X, casi completamente radiolúcida.
El cuadro operativo universal está disponible como unidades estacionarias, móviles y unidades movibles.
Sin embargo, la mesa de operaciones móvil se utiliza como una mesa especial. La parte superior de la mesa no se puede retirar ni reemplazar. La operación puede, según la versión, ser manual, pedal o motorizada.

## Posiciones de la mesa de operaciones
Los pacientes pueden sufrir úlceras por la presión como resultado de acostarse incorrectamente sobre una mesa de operaciones o de tumbarse sobre una mesa de operaciones durante demasiado tiempo. El personal de enfermería y los médicos tratan de evitar que esto ocurra.
Las posiciones estándar típicas son, por ejemplo, de espaldas, de estómago, de costado, de Trendelenburg y posición de semisentado.
El paciente siempre debe posicionarse, o al menos intentarlo, de manera óptima en cooperación con el anestesista, el cirujano y el personal de quirófano. La decisión sobre la posición exacta del paciente debe decidirse antes de la operación. Esta decisión no solo tiene en cuenta el tipo de operación, sino también la edad, peso y salud del paciente con respecto al corazón, pulmones, circulación, metabolismo, problemas circulatorios, etc.

## Ventajas de un sistema de mesa de operaciones
A diferencia de una mesa de operaciones móvil que normalmente se emplea en hospitales con departamentos de operaciones pequeños, por ejemplo, en salas de operaciones ambulantes, los sistemas modernos de mesa de operaciones se caracterizan por su gran movilidad. También tienen partes superiores diseñadas para una variedad de disciplinas quirúrgicas y, gracias a la posibilidad de cambiar esta parte superior, permiten usar el quirófano de forma versátil. Un sistema de mesa de operaciones con columna estacionaria es más estable y más higiénico. Las mejores opciones de transporte mejoran considerablemente el flujo del paciente desde la unidad de transferencia del paciente al el quirófano. Finalmente, los sistemas de mesa de operaciones con columnas estacionarias permiten integrar elementos de control en procedimientos de imagen, por ejemplo, angiografía, RM o TAC.